# Apamea lutosa
Apamea lutosa là một loài bướm đêm thuộc họ Noctuidae. Nó được tìm thấy ở khu vực đông bắc của Hoa Kỳ, bao gồm New York và Indiana. In Canada nó được tìm thấy ở Ontario, Quebec, British Columbia, Saskatchewan và Manitoba.
Ấu trùng ăn Elytrigia repens.